# Augusto Santos Silva
Augusto Ernesto Santos Silva, född 1956 i Porto, är en portugisisk politiker (Socialistpartiet).

Costa Silva är utbildad historiker från Portos universitet (1978) och sociolog från ISCTE (1992), och har varit  ledamot av Assembleia da República för Socialistpartiet.

Han var tidigare utbildningsminister från 2000 fram till 2001, kulturminister från 2001 fram till 2002, samordningsminister från 2005 fram till 2009 samt försvarsminister från 2009 fram till 2011

Han var tidigare utbildningsminister från 2000 fram till 2001, kulturminister från 2001 fram till 2002, samordningsminister från 2005 fram till 2009 samt försvarsminister från 2009 fram till 2011

Under Regeringen Costa I 2015–2019 var Costa Silva utrikesminister. Han fortsatte som utrikesminister i regeringen Costa II och lämnade uppdraget 2022.